# Kuchibiru Network
Singles de Yukiko Okada
Love Fair
(5 octobre 1985) Hana no Image
(mai 1986)
Kuchibiru Network (くちびるNetwork, trad. : « Réseau des lèvres ») est le 8e single de la chanteuse pop japonaise Yukiko Okada et son dernier à sortir de son vivant en janvier 1986.

## Développement
Le single sort le 29 janvier 1986 initialement sous format vinyle et cassette audio, trois mois après le précédent single d'Okada Love Fair. Il atteint la 1re place du classement hebdomadaire des ventes de l'Oricon et reste classé pendant plus de quatre semaines ; il se classe 36e au classement annuel de l'Oricon en 1986. C'est le disque d'Okada qui s'est le mieux vendu et est le seul à être placé en tête des classements, restant à ce jour son majeur succès.
Le disque comprend deux titres seulement : la chanson-titre Kuchibiru Network écrite par une des idoles du moment Seiko Matsuda (surnommé Seiko) et composée et par Ryūichi Sakamoto ainsi qu'une chanson inédite en face B Koi no Etude écrite par Tetsurō Kashibuchi et composée par Hisawa Hiroshimoto. Les chansons sont arrangées par Tetsurō Kashibuchi.
La chanson-titre sera utilisée comme spot publicitaire pour une campagne de Kanebo Cosmetics.
Elle figurera sur le tout dernier album régulier Venus Tanjō de mars suivant avant le décès de la chanteuse déclaré deux semaines plus tard en avril 1986. À la suite de cet événement, plus aucun disque n'est mis en vente jusqu'à  la sortie du coffret Memorial Box en 1999, comportant entre autres un exemplaire de son dernier album Venus Tanjō et par toute évidence la chanson-titre du single.
Les deux chansons du single figureront également sur All Songs Request et sur un autre coffret 84-86 Bokura no Best SP Okada Yukiko CD/DVD-Box [Okurimono III] en 2002 et sur The Premium Best Okada Yukiko en 2012.

## Reprises
- La chanson-titre sera reprise par l'idole Shoko Nakagawa sur son album de reprise Shokotan Cover 4-1 ~Shokodol Hen~ en 2011.
- Existe une version du groupe d'idoles Sunmyu sortie en single indépendant en août 2012 et en tant que premier disque major en janvier 2013 (voir section ci-dessous) ; ce groupe a notamment repris la chanson First Date d'Okada, (chanson sortie en single en 1984) pour sortir en single indépendant et figurer en face B sur le single major du groupe du même titre Kuchibiru Network.

## Liste des titres
| 1.   | Kuchibiru Network (くちびるNetwork) | 3:52 |
| 2.   | Koi no Etude (恋のエチュード)       | 4:02 |
| 7:54 |                                     |      |

## Kuchibiru Network (version de Sunmyu)
Singles de Sunmyu
First Date
(4 août 2012) Hoho ni Kiss Shite
(23 avril 2013)
Kuchibiru Network (くちびるNetwork, trad. : « Réseau des lèvres ») est le premier single « major » du groupe féminin japonais Sunmyu sorti en janvier 2013 et reprise du titre homonyme de Yukiko Okada sorti en single en janvier 1986.

### Détails du single
Il sort initialement en single indépendant le 4 août 2012 (alors que le CD ne comprend seulement la chanson-titre et sa version instrumentale) et est ainsi attribué à Sun-μ (β) avant que le groupe n'opte pour le nom de Sunmyu fin 2012. Ce single est par la suite réédité le 23 janvier 2013 en tant que premier single major, sous le nom de Sunmyu, en trois éditions : édition régulière et deux limitées A et B (contenant chacune un CD différent).
Il atteint la 57e place du classement hebdomadaire des ventes de l'Oricon et s'y maintient pendant une semaine
La chanson-titre est une reprise d'un titre de Yukiko Okada. Les chansons inédites en face B sont différentes selon l'édition : Secret Blue Memories (dans l'édition régulière), First Date (une autre reprise d'un titre de Yukiko Okada ; dans l'édition limitée A) et Sotto, Gyutto, Motto, Zutto (dans l'édition limitée B).
La chanson-titre figurera sur le premier album Mirai Chizu en août 2014 avec ses différentes chansons en face B (sauf Secret Blue Memories ; dont Sotto, Gyutto, Motto, Zutto qui figurera sous une version remaniée).

### Listes des titres
Toutes les paroles sont écrites par Seiko Matsuda (piste 1).
| 1. | Kuchibiru Network (くちびるNetwork) |  |
| 2. | Secret Blue Memories                |  |
| 3. | Kuchibiru Network (instrumental)    |  |
| 4. | Secret Blue Memories (Instrumental) |  |

Toutes les paroles sont écrites par Seiko Matsuda (piste 1) et Mariya Takeuchi (piste 2).
| 1. | Kuchibiru Network (くちびるNetwork) |  |
| 2. | First Date (ファースト・デイト)     |  |
| 3. | Kuchibiru Network (instrumental)    |  |
| 4. | First Date (instrumental)           |  |

| 1. | Kuchibiru Network (くちびるNetwork)                            |  |
| 2. | Sotto, Gyutto, Motto, Zutto (そっと、ぎゅっと、もっと、ずっと) |  |
| 3. | Kuchibiru Network (instrumental)                               |  |
| 4. | Sotto, Gyutto, Motto, Zutto (instrumental)                     |  |